# George Sidney (attore)
George Sidney, nato Sammy Greenfield (Hollywood, 18 marzo 1877 – Los Angeles, 29 aprile 1945), è stato un attore ungherese naturalizzato statunitense.

## Biografia
Nato in Ungheria nel 1877, emigrò negli Stati Uniti dove lavorò lungamente nel vaudeville. Il suo nome cominciò ad apparire sui cartelloni di Broadway già nel 1900. Lavorò anche per il cinema e la sua filmografia conta oltre una cinquantina di film, girati tra il 1915 e il 1937.
Morì a Los Angeles il 29 aprile 1945 a 69 anni.

## Vita privata
Sposato a Carey Weber, era fratello dell'attore Louis Kronowith Sidney e zio del noto regista cinematografico George Sidney.
È sepolto al Hollywood Forever Cemetery di Hollywood.

## Filmografia
La filmografia - basata su IMDb - è completa.

### Attore
- Bizzy Izzy (1915)
- In Hollywood with Potash and Perlmutter, regia di Alfred E. Green (1924)
- Classified, regia di Alfred A. Santell (Alfred Santell) (1925)
- Partners Again, regia di Henry King (1925)
- The Cohens and Kellys, regia di Harry Pollard (Harry A. Pollard) (1926)
- The Prince of Pilsen, regia di Paul Powell (1926)
- Sweet Daddies, regia di Alfred Santell (1926)
- Millionaires, regia di Herman C. Raymaker (1926)
- The Auctioneer, regia di Alfred E. Green (1927)
- Lost at the Front, regia di Del Lord (1927)
- Per l'amore di Mike (For the Love of Mike), regia di Frank Capra
- The Life of Riley, regia di William Beaudine (1927)
- Clancy's Kosher Wedding, regia di Arvid E. Gillstrom (1927)
- The Cohens and the Kellys in Paris, regia di William Beaudine (1928)
- La bella vendeuse
- Cohen e Kelly aviatori (Flying Romeos), regia di Mervyn LeRoy (1928)
- We Americans, regia di Edward Sloman (1928)
- Give and Take, regia di William Beaudine (1928)
- The Cohens and Kellys in Atlantic City, regia di William James Craft (1929)
- Cohen on the Telephone o George Sidney in Cohen on the Telephone, regia di Robert Ross (1929)
- The Cohens and the Kellys in Scotland, regia di William James Craft (1930)
- Il re del Jazz
- Around the Corner, regia di Bert Glennon (1930)
- Rolling Along
- Go to Blazes, regia di Harry Edwards (1930)
- Discontented Cowboys
- The Love Punch
- Cohen e Kelly in Africa
- In Old Mazuma
- Caught Cheating
- Hot and Bothered
- All Excited
- I gioielli rubati (The Stolen Jools), regia di William C. McGann (1931)
- Divorce a la Carte
- A Butter 'n' Yeggman
- Stay Out
- Models and Wives
- High Pressure
- The Heart of New York, regia di Mervyn LeRoy (1932)
- The Cohens and Kellys in Hollywood, regia di John Francis Dillon (1932)
- The Cohens and Kellys in Trouble, regia di George Stevens (1933)
- Rafter Romance
- Ten Baby Fingers
- Radio Dough
- Stable Mates
- Le due strade (Manhattan Melodrama), regia di W. S. Van Dyke (1934)
- Fishing for Trouble
- Plumbing for Gold
- Back to the Soil, regia di Jules White (1934)
- L'uomo dei diamanti
- La rivincita di Clem

### Film o documentari dove appare Sidney
- Screen Snapshots Series 9, No. 20
- Screen Snapshots Series 10, No. 6
- Running Hollywood
- Hollywood on Parade No. A-8
- Personality Parade